# Tiny Rowland
Roland T. Rowland (geboren als Roland Walter Fuhrhop, bekannt geworden als Tiny Rowland; * 27. November 1917 in Belgaum, Britisch-Indien; † 25. Juli 1998 in London, Großbritannien) war ein britischer Geschäftsmann und Tycoon deutscher Herkunft. Er machte sein Vermögen in den Minen Afrikas und baute das Konglomerat Lonrho auf, das nicht nur zahlreiche afrikanische Unternehmen, sondern unter anderem die britische Zeitung The Observer aufkaufte und sich unter seiner Leitung zu einer der größten und mächtigsten britischen Gesellschaften entwickelte.
Zu einem internationalen Skandal und jahrelangen Konflikt kam es, als sich Tiny Rowland 1985 bei dem zum Verkauf stehenden renommierten Londoner Kaufhaus Harrods nicht gegen seinen früheren Freund und Geschäftspartner Mohamed Al-Fayed durchsetzen konnte und fortan mit aller Härte und Verbissenheit um die Rechtmäßigkeit dieses Geschäfts stritt. Die Fehde beherrschte den Rest seines Lebens und verschlang Unsummen an Geld; beendet wurde der Konflikt erst nach Rowlands Tod durch Al-Fayeds Zahlung einer hohen Geldsumme an Rowlands Witwe.

## Herkunft und Jugend
Rowland wurde am 27. November 1917 als Roland Walter Fuhrhop in einem indischen Internierungslager geboren, wo seine Familie während des Ersten Weltkriegs inhaftiert war. Er war der Sohn des Deutschen Wilhelm Friedrich Fuhrhop (1885–1974) und dessen niederländischer Frau Muriel Kauenhoven (1883–1945). Er hatte zwei ältere Geschwister, eine Schwester, Phyllis Gretel (1907–1997), und einen Bruder, Raimund Everest (1915–1966).
Die Mutter entstammte einer wohlhabenden niederländischen Familie, die seit 30 Jahren in Großbritannien gelebt hatte, als sie 1906 den in Hamburg geborenen Wilhelm Fuhrhop heiratete, einen erfolgreichen und unternehmungslustigen Händler. Das Paar zog nach Indien, wo Fuhrhop seinen lukrativen Geschäften nachging, bis der Erste Weltkrieg ausbrach und die britische Kolonialmacht sie als „feindliche Ausländer“ internierte. Nach dem Krieg wurde der Familie der Verbleib in Indien und die Wiedereinreise nach Großbritannien verweigert, sodass sie sich in Fuhrhops Heimatstadt Hamburg niederließ, wo Rowland und seine Geschwister aufwuchsen.
1937, als Rowland 20 Jahre alt war, gelang es der Familie, wieder eine Einreisegenehmigung nach Großbritannien zu erhalten. Rowlands Bruder Raimund blieb in Hamburg, wo er zwischenzeitlich eine Berufstätigkeit aufgenommen hatte. Der Rest der Familie ließ sich in Hampshire nieder, wo Rowland das Churcher’s College bei Petersfield besuchte.
Als Rowland volljährig war, bewarb er sich um die britische Staatsbürgerschaft, weil er nicht dieselben Schwierigkeiten erleiden wollte wie seine Eltern. Erleichtert durch die Tatsache, dass er in dem indischen Internierungslager auf britischem Territorium geboren worden war, erhielt er 1939 die britische Staatsbürgerschaft. Gleichzeitig änderte er seinen Namen; laut Richard Hall war „seine Art, sich zu anglisieren, seltsam halbherzig, ja geradezu gedankenlos“: Er nahm den Anfangsbuchstaben seines zweiten Namens und setzte ihn in die Mitte seines ersten Namens, woraus Roland T. Rowland entstand. Seinen Spitznamen Tiny – „winzig“ – hatte ihm als Nesthäkchen seine indische Kinderfrau gegeben, vermutlich, weil er bereits als Kind überdurchschnittlich groß war (als Erwachsener maß er 1,88 m).
Künftig verhielt er sich wie ein Engländer der Oberklasse, trainierte den typischen Akzent und kleidete sich entsprechend, stets betont gepflegt, von vielen als „geschniegelt“ kritisiert – eine Angewohnheit, die er zeit seines Lebens beibehalten sollte. Er verleugnete seine deutsche Herkunft nicht explizit, pflegte seine Wurzeln aber auch nicht. Auch sprach er künftig mit Deutschen nur Englisch.
Im Anschluss an den Collegebesuch wurde er von einem Onkel mütterlicherseits in dessen Londoner Reederei angestellt. Nach dem Ausbruch des Zweiten Weltkriegs trat er in die Britische Armee ein und wurde Mitglied der Feldlazaretteinheit des Royal Army Medical Corps, wo er drei Jahre diente. Er nahm 1940 an der Landung der Alliierten in Norwegen teil. Sein Bruder Raimund war hingegen in Deutschland geblieben und zur deutschen Wehrmacht eingezogen worden. Die Kontakte zu ihm hatte Rowland nach eigener Aussage seither abgebrochen.
Während des Kriegs wurden Rowlands Eltern erneut als feindliche Ausländer interniert, dieses Mal auf der Isle of Man. Als Rowland die Information erreichte, dass seine Mutter lebensgefährlich erkrankt war, verließ er seine Einheit ohne Erlaubnis, um sie zu besuchen. Er wurde daraufhin unehrenhaft entlassen und selbst 27 Tage interniert („27 Tage,“ sagte er später, „die sich anfühlten wie 270“). Die Mutter starb im Lager kurz vor Kriegsende 1945.

## Karriere

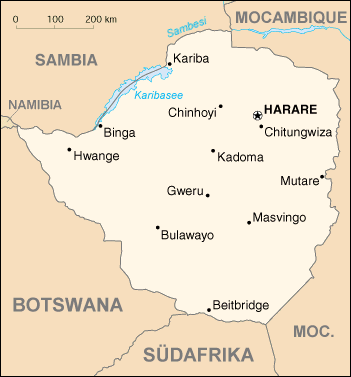
Simbabwe, das frühere Rhodesien

Die Lage Rhodesiens auf dem afrikanischen Kontinent

In den Nachkriegsjahren arbeitete Rowland zunächst für eine private Autovermietung, die von seinem schottischen Freund Eric Richard Smith in London betrieben wurde. Er war es, der Rowland veranlasste, 1948 nach Rhodesien, dem heutigen Simbabwe, zu gehen, um dort auf seiner Ranch, Luton Farm, in der Nähe von Gwelo (heute Gweru) zu arbeiten. Rowland erkannte die wirtschaftlichen Möglichkeiten, die Rhodesien damals zu bieten hatte, und begann umgehend, Bekanntschaften aufzubauen und Kontakte zu knüpfen. Die Freundschaft und die Zusammenarbeit mit Smith zerbrachen, als die Affäre zwischen Rowland und der Ehefrau seines Freundes, Irene Smith, bekannt wurde.
Rowland erwarb eine Goldmine in der Nähe von Kanyemba, die er in eine Aktiengesellschaft einbrachte und ausbeutete. Nach vier Jahren musste sie stillgelegt werden, und Rowland wandte sich, zusammen mit einem neuen ungarischen Geschäftspartner, dem Import europäischer Kraftfahrzeuge, insbesondere Mercedes-Benz, zu. Gleichzeitig entwickelte er die Idee des Baus einer Öl-Pipeline nach Beira, Mozambiques Hafen, um Rhodesiens Abhängigkeit von Südafrika zu mildern – eine Idee, die er vielen Politikern, Investoren und Geschäftsleuten vortragen durfte, letztlich aber in den 1960er Jahren selbst verwirklichte.
Ende der 1950er Jahre verfügte Rowland bereits über eine große Anzahl erstklassiger Kontakte in Afrika und dem Vereinigten Königreich, hatte ein kleines Vermögen angesammelt und sich eine repräsentative Farm in Gatooma zugelegt. Er wurde schnell zur lokalen Legende, als in seinem dortigen feudalen Haus die Frau des ehemaligen Freundes als Hausherrin für ihn „rauschende Feste“ ausrichtete.
Bei seinen Geschäften hatte er auch Angus Ogilvy kennengelernt, der 1963 durch seine Heirat mit Prinzessin Alexandra von Kent, einer Cousine Königin Elisabeth II., zu einem Mitglied des britischen Königshauses wurde. Weiterhin war er in Kontakt mit der Rio Tinto Group gekommen, die gerade im Begriff war, die 1909 gegründete, durchaus respektable, aber mittlerweile heruntergewirtschaftete London and Rhodesian Mining and Land Company (Lonrho) zu kaufen, wo ihm eine Position angeboten wurde. So fand sich Rowland trotz seines „unkonventionellen Hintergrundes und seiner Schwierigkeiten mit dem britischen Establishment“ alsbald in der Position, als Managing Direktor (geschäftsführendes Vorstandsmitglied) eines britisch kontrollierten Unternehmens in höchsten Gesellschaftskreisen zu verkehren.

### London and Rhodesian Mining and Land Company
Ogilvy war es gewesen, der Rowland 1961 für die London and Rhodesian Mining and Land Company (Lonrho, heute Lonmin) rekrutierte. Er war überzeugt, dass der 44-Jährige in der Lage wäre, die Gesellschaft zu sanieren, und Rowland seinerseits war bereit für die große Herausforderung. Er machte so viel Geld wie möglich frei und beteiligte sich mit 48 Prozent an Lonrho, einer damals mittelgroßen unrentablen Viehfarm und Bergwerksgesellschaft, die er innerhalb weniger Jahre in ein millionenschweres internationales Konglomerat verwandelte. Das Unternehmen expandierte unter seiner Leitung sprunghaft und kaufte reihenweise angeschlagene Unternehmen aller möglichen Branchen, wie Gold- und Platin-Minen, Betriebe der Textil-, Agrar- und Lebensmittelindustrie und andere Geschäftszweige in mehr als 20 afrikanischen Ländern, aber auch Zeitungen, Hotels und Immobilieneigentum in Europa und den Vereinigten Staaten.
Auf dem Gipfel des Erfolges betrieb Rowlands-Konglomerat 800 Unternehmen in nahezu allen Branchen und machte in den 1980er Jahren Gewinne von jährlich 270 Millionen Pfund Sterling.
Dabei kam ihm seine Fähigkeit, auf Menschen zuzugehen und schnell persönliche Kontakte zu schließen, zugute, wobei er insbesondere auf dem afrikanischen Kontinent rasch die Personen zu seinen Freunden zählte, die später politische oder unternehmerische Führungspositionen übernahmen. Er war dabei mit rechtsstehenden Autoritäten genauso befreundet wie mit sozialistischen Revolutionären; er war ein Vertrauter von Malawis Hastings Banda, Sambias Kenneth Kaunda, Kenias Daniel arap Moi und Zaïres Mobutu Sese Seko. Diese einflussträchtigen Allianzen, die er für seine Geschäftspläne nutzte, versetzten Rowland in die Lage, schnell ein Gewirr von in die Hunderten gehenden, einzeln operierenden Gesellschaften unter dem Dach der Lonrho zu etablieren.
Allerdings genoss die Lonrho PLC unter den Unternehmen des Vereinigten Königreichs auch den zweifelhaften Ruf eines skrupellosen Unternehmens, wenn es um die Durchsetzung von Wirtschaftsinteressen ging. Diese Unternehmenspolitik wurde maßgeblich Tiny Rowland zugeschrieben. „Wie kein Zweiter beherrschte Rowland die Kunst der Täuschung und der Intrige. Er verstand es, aus dem kleinen ‚Kolonialgemischtwarenhandel‘ Lonrho eines der schlagkräftigsten Bergbau- und Handelsunternehmen des Britischen Empires zu machen. Er war ohne Frage in der Lage, einem afrikanischen Stammeshäuptling wertvolle Bergbaurechte für ein paar Glasperlen abzuschwatzen und ihn dabei im Glauben zu lassen, ein gutes Geschäft gemacht zu haben. Ich distanziere mich allerdings davon, Rowland als Gauner zu bezeichnen, da ich eine gewisse Sympathie und ein Maß an Respekt für die Leistung dieses Mannes nicht verhehlen kann (der Begriff Schlitzohr wäre angebrachter).“ Dieser schlechte Ruf verwehrte ihm auch die Anerkennung des britischen Establishments, die er stets angestrebt hatte. Ihm wurde stets mehr oder minder deutlich gemacht, dass er „keiner von ihnen“, sondern „nur“ ein Außenseiter war.
Als eine seiner ersten Handlungen in seiner neuen Position als Geschäftsführer der Lonrho hatte Rowland die Rechte für eine Öl-Pipeline nach Beira in der damaligen portugiesischen Kolonie Mozambique gekauft. Die Kontrolle dieser Pipeline galt für Rhodesien, das über keinen eigenen Zugang zum Meer verfügte, als von unschätzbarem Wert; als Ian Smith 1965 aber die Unabhängigkeit Rhodesiens erklärte, zwangen britische Wirtschaftssanktionen Rowland, die Pipeline zu schließen – was dieser auch augenscheinlich tat.
Als Anfang der 1970er Jahre eine Gruppe von Lonrho-Direktoren (unter ihnen sein bisheriger Freund Sir Angus Ogilvy) Rowland zu verdrängen suchten, wurde von dieser Fraktion unter anderem die Frage aufgeworfen, ob Rowland sich seinerzeit wirklich an die britischen Vorgaben und Sanktionen gehalten habe. Dies löste in Großbritannien eine Untersuchung von hohem öffentlichem Interesse aus, die Rowland seinerseits mit dem Klageweg beantwortete. 1973 legte die britische Regierung einen 600-seitigen Untersuchungsbericht vor, der die Gesellschaft und Rowland hinsichtlich der geforderten Sanktionsmaßnahmen grundsätzlich freisprach, den seinerzeitigen britischen Premierminister Edward Heath aber zu der an die Adresse der Gesellschaft gerichteten legendären Bemerkung veranlasste, sie sei “the unacceptable face of capitalism” („das inakzeptable Gesicht des Kapitalismus“), eine Beschreibung, mit der in der Folge stets Rowland selbst etikettiert wurde, was dieser auch annahm, beantwortete er den Vorwurf doch damit, ein akzeptables Gesicht des Kapitalismus wolle er erst recht nicht sein. 1976 konnte Rowland auch kontern, dass Großbritannien selbst durch sein Miteigentum an BP die Sanktionen gegenüber Rhodesien verletzt hatte. Dies führte zu weiteren gegenseitigen Anschuldigungen, Rowland jedoch saß auf seinem Posten bei Lonrho nun fester als zuvor.

### The Observer
1983 kaufte Rowland im Namen der Lonrho eine der größten Sonntagszeitungen Großbritanniens, den Observer, den er sofort als Sprachrohr für sich und seine Aktivitäten bei Lonrho benutzte. Er war immer davon überzeugt gewesen, dass Zeitungen von enormer Wichtigkeit seien – sei es auch nur, um Politikern damit zu imponieren. Er besaß bereits selbst eine Reihe südafrikanischer Zeitungen. 1981 wurde er auf den Observer aufmerksam, der sechs Jahre zuvor von David Astor an die Atlantic Richfield Company des amerikanischen Öl-Tycoons Robert Anderson verkauft worden war.
Der Kauf des Observer wurde durch 23 Provinzzeitungen des Vereinigten Königreiches ergänzt, die die Macht und den Einfluss der Lonrho weiter erhöhten.
Rowland war trotz seiner Bemühungen ein Außenseiter im britischen Establishment geblieben, obwohl er stets deren Respekt erringen wollte. Durch den Kauf der verbreiteten Zeitung war es ihm möglich, Einfluss auf die Gesellschaft auszuüben. Bald galt in der Tat der Observer als Rowlands direktes Sprachrohr, mit dem er seine eigenen Interessen und die von Lonrho nach Belieben vertreten und vertreiben konnte. Insbesondere in der Affäre um den Kauf des Kaufhauses Harrods wurde dem Blatt tendenziöse Berichterstattung vorgeworfen.

### Harrods

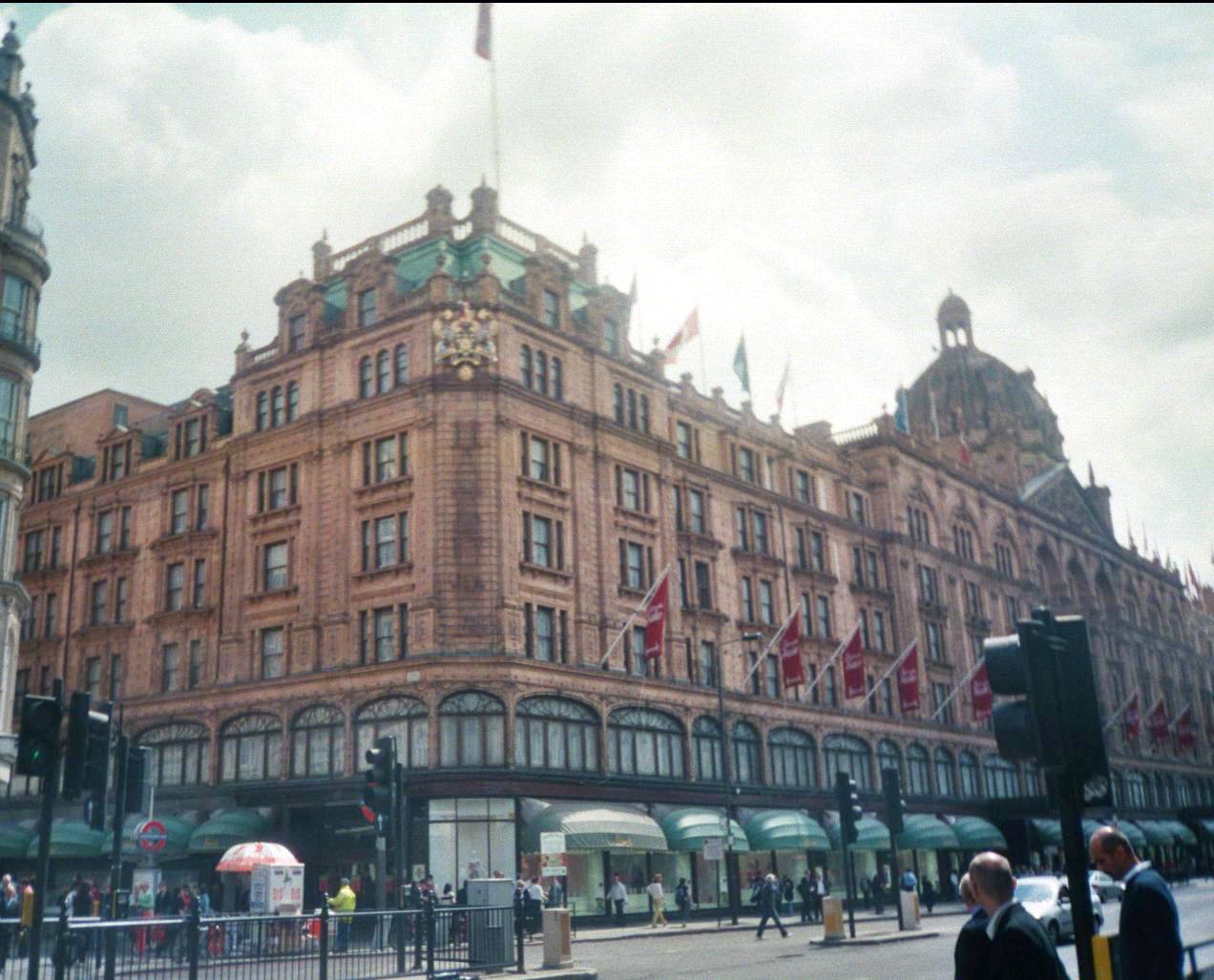
Kaufhaus Harrods in Knightsbridge, London

Ähnlich unbeirrt wie den Kauf einflussreicher Zeitungen betrieb Rowland in Großbritannien den Kauf von House of Fraser PLC, einer Unternehmensgruppe, die rund 60 Einzelhandelsgeschäfte auf der Insel betreibt und deren damaliges Flaggschiff das legendäre Kaufhaus Harrods in Knightsbridge, London – seinerzeit noch offizieller Hoflieferant der britischen Königsfamilie – darstellte. Seine Kaufversuche waren in der Vergangenheit von der britischen Regierung mehrfach unter der Vorgabe technischer Gründe abgewehrt worden. Mitte der 1980er Jahre, als er 29,9 Prozent der Anteile des Unternehmens hielt, wollte er einen neuen Versuch unternehmen.
Da er zu Recht befürchten musste, dass eine erneute Konfrontation mit der britischen Regierung den Wert seines Aktienpaketes reduzieren würde, verkaufte er es an den ägyptischen Geschäftsmann Mohamed Al-Fayed, von dem er überzeugt war, dass ihm nicht nur das Interesse, sondern auch die finanziellen Möglichkeiten fehlten, selbst den Kauf des Unternehmens ins Auge zu fassen und, selbst wenn, er sicherlich noch mehr Schwierigkeiten als er mit einer Genehmigung des Geschäftes durch die britische Regierung haben würde. Rowland täuschte sich in diesen Annahmen. Im März 1985 genehmigte die britische Regierung in einer ungewöhnlich schnellen Entscheidung die Übernahme von House of Fraser durch Al-Fayed, der seinerseits ebenso schnell die erforderlichen 900 Millionen US-Dollar von Hassan al-Bolkiah, dem Sultan von Brunei, erhielt.
Eigenen Verschwörungen und Intrigen nie abgeneigt, war Rowland tief getroffen, nun selbst einer solchen zum Opfer gefallen zu sein und dabei sogar noch tatkräftig mitgeholfen zu haben, indem er Al-Fayed sein eigenes Aktienpaket überlassen hatte. Rowland versuchte mit allen Mitteln, den Deal zu sabotieren, und begann eine Fehde mit Al-Fayed, die bis an sein Lebensende dauern und ihn geschätzte 20 Millionen britische Pfund kosten sollte.

### Fehde mit Al-Fayed
Rowland setzte in diesem Streit all seine Kraft und Beziehungen ein. Er benutzte Kontakte zu führenden politischen Kreisen, um das Wirtschaftsministerium zu einer Untersuchung der Einzelheiten von Al-Fayeds Übernahme zu zwingen. Obwohl der entsprechende Bericht niemals veröffentlicht wurde, gelang es Rowland, in den Besitz einer Kopie zu gelangen. Er brachte an einem Donnerstag eine Sonderausgabe der Sonntagszeitung The Observer mit den Einzelheiten heraus: Die Untersuchungskommission war 1990 zu dem Schluss gekommen, dass die Al-Fayed-Brüder hinsichtlich ihrer Herkunft und ihrer Vermögensverhältnisse gelogen und ihre Vermögensverhältnisse verschleiert hätten. An den Besitzverhältnissen änderte sich gleichwohl nichts.
Rowland erhob weitere schwere Vorwürfe. Nun warf er Al-Fayed beziehungsweise seinen Angestellten vor, ein Depotfach bei Harrods aufgebrochen und Juwelen daraus gestohlen zu haben. Al-Fayed wurde am 2. März 1998 verhaftet, zu den Anschuldigungen verhört und danach unter Auflagen wieder auf freien Fuß gesetzt.
1993 schien eine öffentliche Begegnung zwischen den Rivalen das Ende der Auseinandersetzung anzukündigen; kurz darauf brachen jedoch neue Konflikte auf. Wirklich beendet wurde der Streit erst nach Rowlands Tod. Mit der Begründung, der Diebstahl sei in seiner Zeit als Harrods-Vorsitzender passiert, zahlte Al-Fayed der Witwe 1,4 Millionen englische Pfund – ohne Schuldeingeständnis.
Der Zwist zwischen Rowland und Al-Fayed berührte auch die Lonrho, mittlerweile auf ein sechs-Milliarden-Unternehmen mit mehr als 125.000 Beschäftigten rund um den Globus angewachsen. Die Stellung des Unternehmens als weltgrößter PKW-Vertriebshändler für Rolls-Royce, VW, Audi, Mercedes-Benz und französische, japanische und amerikanische Wagen in Großbritannien, Europa und Afrika, drittgrößter Platin-Produzent, wichtiger Goldproduzent, Afrikas führender Lebensmittelproduzent und Eigentümer von 1,5 Millionen Quadratkilometer Land und 125.000 Rindern war in direkter Gefahr.
Gleichzeitig erlebte das Konglomerat – in seiner Funktion als Minengesellschaft – einen massiven Preisverfall von Edelmetallen. Innerhalb eines einzigen Jahres – 1990/91 – fiel der Preis für Rhodium um die Hälfte, von 4.200 US-Dollar auf 2.100 US-Dollar pro Unze. Da die Gewinne des Konglomerats trotz der Vielzahl seiner anderen Betriebe zu immerhin 36 Prozent aus dem Minengeschäft stammten, erlebte sie hierdurch hohe Verluste – verbunden mit einem zunehmend mangelnden Vertrauen der Anleger aufgrund der endlosen Fehde der beiden Widersacher. So fielen die Gewinne der Gesellschaft von 1990 auf 1992 von 273 Millionen Britischen Pfund auf nur 79 Millionen Britische Pfund und die Verbindlichkeiten näherten sich schnell der Milliardengrenze.
Weiterhin sorgte im Dezember 1991 ein Gerücht, Tiny Rowland sei bei einem Flugzeugunfall tödlich verunglückt, für einen Kursverfall der Lonrho-Aktien von 2,20 auf 1,60 britische Pfund innerhalb von drei Tagen, wovon sich das Unternehmen nicht mehr erholen konnte.
Zunächst versuchte sich Rowland in einer Allianz mit dem australischen Unternehmer Alan Bond. Als Bond es aber wagte, eine Übernahme auch nur anzudeuten, wendete Rowland sich gegen ihn. Bond verlor 60 Millionen und musste Konkurs anmelden. Sodann ging Rowland eine überaus umstrittene und letztlich wenig erfolgreiche Allianz mit Muammar al-Gaddafi, dem Staatschef Libyens, ein, dem er Hotelanteile verkaufte.

### Dieter Bock
An diesem Punkt kam Dieter Bock ins Spiel, gelernter Jurist und Steuerberater, der sich auf Immobiliengeschäfte aller Art verlegt hatte, bis dato aber nur mäßig bekannt und ohne internationale Erfahrung war und der, wie er später sagte, Lonrho „ganz zufällig“ entdeckte, während er unter führenden Unternehmen der 1980er Jahre recherchierte. Ende 1992 wurde überraschend verkündet, dass Bock ab Januar 1993 Lonrhos größtes Aktienpaket halten und sich den Vorstandsvorsitz mit Rowland teilen würde.
Während sich Rowland weiter unbeirrt seinem Feldzug gegen Al-Fayed widmete, wurde Bock schnell aktiv. Er bezeichnete diese Fehde Rowlands als einen überaus schädlichen Angriff auf die Finanzen des Unternehmens und forderte gleichzeitig eine Verjüngung des Vorstands, in dem mehrere Mitglieder deutlich jenseits des Pensionsalters waren und neben ihren beachtlichen Gehältern ähnlich beachtliche Pensionen bezogen. Bock scheute sich auch nicht, Rowlands Bezüge und seine Geschäftsausgaben zu kritisieren. Auch thematisierte er offen, Rowland möge seine Vorstandstätigkeit aufgeben, was er schließlich im November 1994 erreichte. Sodann verkaufte er 1997 nach Art einer frühen Heuschrecke seinen Firmenanteil mit einem riesigen Gewinn nach Südafrika und verließ Lonrho noch zu Rowlands Lebzeiten. „Ich werde ihn verfolgen bis ans Ende seiner Tage“, soll Rowland sich geschworen haben.
Den von der FAZ (8. Januar 1999) als „bescheiden gekleideter, überaus unauffälliger, zurückhaltender Mann“ beschriebenen Dieter Bock taxierte das Manager Magazin 1997 in der Liste der reichsten Deutschen auf 650 Millionen Euro. Er starb am Himmelfahrtstag 2010 an einem falsch geschluckten Essensbissen im Hotel Atlantic in Hamburg.

## Privatleben
Trotz seines geschäftlichen Erfolgs wurde Rowland von der britischen Oberschicht höchstens toleriert, nie wirklich akzeptiert. Stets versuchte er, sein Privatleben aus der Öffentlichkeit herauszuhalten. So wurden zeitlebens nur wenige Fotos von ihm veröffentlicht und keines, das ihn mit seiner Geliebten Irene Smith oder später mit seiner Frau Josie und den Kindern zeigt.
Rowland heiratete 1968 die zwanzig Jahre jüngere Josie (Josephine) Taylor, die Tochter eines rhodesischen Farmerfreunds (Lionel Taylor), deren Patenonkel er war und für die er Irene Smith verließ. Die Verbindung mit Smith war kinderlos geblieben, mit Taylor hat er vier Kinder, Sohn Toby (* 1970) und die Töchter Anda, Louis und Victoria.
Rowland wird als ein Mensch beschrieben, der „einen Freund niemals vergaß und einem Feind niemals vergab“. Richard Hall schrieb auch:

“Rowland sees life as a contest in which opponents may have to be kneed in the groin now and then. […] He also had a strong devious and manipulative streak. His character was well summed up in a Department of Trade enquiry which concluded that he had ’vision, negotiating ability, determination and personality in unusual measure with unbounded energy to apply his talents’. But he was also a ‘dominating personality, an able negotiator with a record of success, and if he does not want to discuss a particular topic he has an infinite capacity to talk around the subject.’”

„Rowland betrachtet das Leben als einen Wettbewerb, in dem Konkurrenten hin und wieder das Knie ins Gemächt gerammt werden sollte […] Er konnte hinterhältig und manipulativ sein. Sein Charakter wurde gut in einer Anfrage des Wirtschaftsministeriums beschrieben, die feststellte, dass er über ‚visionäre, vermittelnde Eigenschaften verfügte, Entschlusskraft und Persönlichkeit in ungewöhnlichem Maß mit ungebremster Energie, seine Talente anzuwenden‘, aber auch eine ‚dominante Persönlichkeit sei, ein fähiger Unterhändler mit hoher Erfolgsrate, der, wenn er nicht bereit ist, ein bestimmtes Thema zu diskutieren, über unbegrenzte Kapazitäten verfügt, um das Thema herumzureden‘.“

Rowland starb am 25. Juli 1998 im Alter von 80 Jahren in einer Londoner Privatklinik an Hautkrebs. Sein Nachlass wurde auf 150 Millionen Pfund Sterling geschätzt, die seine Frau Josie und die Kinder erbten.

## Auszeichnungen
Die mangelnde Akzeptanz seiner Person in der britischen High Society führte dazu, dass Rowland nie einen Verdienstorden des Vereinigten Königreiches erhielt.
Allerdings erhielt er 1996 aus der Hand des südafrikanischen Präsidenten Nelson Mandela den Order of Good Hope, die höchste Auszeichnung des Landes. „Er leistete einen enormen Beitrag, nicht nur für Südafrika, sondern für den gesamten Kontinent. Wir werden ihn als einen treuen Freund im Kampf gegen die Apartheid in Erinnerung behalten“, sagte Mandela anlässlich seines Todes.

## Trivia
In den 1970er Jahren entdeckte das Satiremagazin Private Eye Rowlands Spitzname Tiny wieder und betitelte ihn künftig gerne mit tiny but perfect (etwa: „klein, aber oho“), was keine Anspielung auf Rowlands schließlich eher große Statur, sondern auf den Umstand war, dass er stets „wie aus dem Ei gepellt“ auftrat.
In der Dokumentation The Mayfair Set von Adam Curtis wird Rowland als ein rücksichtsloser Geschäftsmann dargestellt, der quer durch Afrika jettet, um britische Unternehmen in früheren Kolonien aufzukaufen.
Angeblich soll er auch als Vorbild für die Rolle des britischen Geschäftsmannes Sir Edward Matherson in dem Film Die Wildgänse kommen (The Wild Geese) aus dem Jahr 1978 gedient haben.